# Jerzego
Genre
Jerzego est un genre d'araignées aranéomorphes de la famille des Salticidae.

## Distribution
Les espèces de ce genre se rencontrent en Asie.

## Liste des espèces
Selon World Spider Catalog (version 26, 20/06/2025) :
- Jerzego alboguttatus (Simon, 1903)
- Jerzego bipartitus (Simon, 1903)
- Jerzego corticicola Maddison, 2014
- Jerzego qiuhangi Wang, Gan & Mi, 2025
- Jerzego sunillimaye Sanap, Caleb & Joglekar, 2019

## Systématique et taxinomie
Ce genre a été décrit par Maddison en 2014 dans les Salticidae.

## Étymologie
Ce genre est nommé en l'honneur de Jerzy Prószyński.

## Publication originale
- Maddison & Piascik, 2014 : « Jerzego, a new hisponine jumping spider from Borneo (Araneae: Salticidae). » Zootaxa, no 3852(5), p. 569-578.